# Liste von Automuseen in der Schweiz

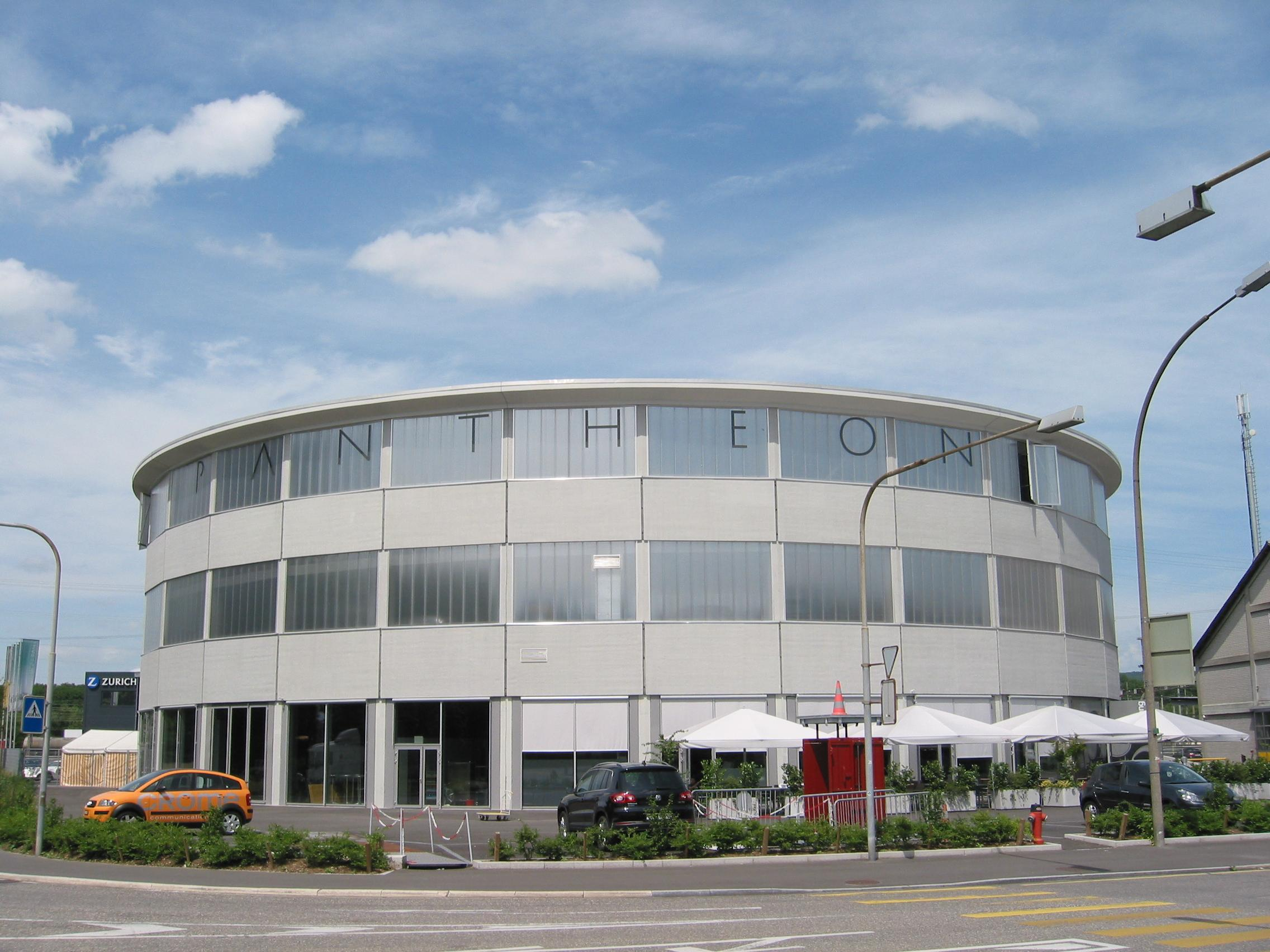
Museum Pantheon in Muttenz

Die Automuseen in der Schweiz sind üblicherweise ganzjährig mit festen Öffnungszeiten geöffnet, einige dagegen nur nach Vereinbarung. Es gibt reine Automuseen sowie Museen, die nicht nur Autos ausstellen, sondern auch andere Dinge.

## Tabellarische Übersicht aktueller Museen
Die Tabelle ist absteigend nach der Anzahl der ausgestellten Personenkraftwagen sortiert, und bei gleicher Anzahl alphabetisch aufsteigend nach Ort. In der Spalte Stand ist das Jahr angegeben, auf das sich die Angaben Anzahl ausgestellter Pkw und Besondere Pkw beziehen. Die Auflistung in der Spalte Besondere Pkw erfolgt alphabetisch.
| Name des Museums                                      | Ort                   | Beschreibung                                                            | Anzahl ausgestellter Pkw | Stand | Besondere Pkw |
| ----------------------------------------------------- | --------------------- | ----------------------------------------------------------------------- | ------------------------ | ----- | --- |
| Pantheon Basel                                        | Muttenz               | Autos, wechselnde Sonderausstellungen, 2023 Kleinstwagen                | 119                      | 2023  | Alta A 200, Arnolt-MG, Berkeley B 95 und T 60, Biscúter 200, Bond Minicar, Bugatti Type 44, Charron X 1910, David 1957, De Dietrich 3,5 PS, De Dion-Bouton Type R, Diavolino, Frisky, Fuldamobil S-4, Fulu 2010, Goggomobil Dart, HS Cobra 1993, Invacar, Iso España, Kleinschnittger F 125, Kroboth Allwetterroller, Microlino, Mini Comtesse, Mochet, Moretti La Cita, NSU/Fiat Weinsberg 500 Limousette und Coupé, Peel Trident, Rapid, Rauch & Lang 1916, Reliant Regal, Renault Primaquatre 1938, Rovin, Sebring-Vanguard, Soletta 750, Spatz, Subaru 360, Turicum D, Velorex Dreirad, Vespa 400 und Zündapp Janus |
| Autobau Erlebniswelt                                  | Romanshorn            | Autos                                                                   | 110                      | 2018  | Alpine A 110, Bugatti EB 110, De Tomaso Pantera, Dino 246 GTS, Enzmann 506, Honda S 800, Monteverdi High Speed 375, Proteus C-Type, Saleen S 7, Sbarro Autobau und Vector W 8 |
| Enter Technikwelt Solothurn                           | Derendingen SO        | Filmfahrzeuge, Sportwagen und Motorräder                                | 70                       | 2023  | Batman Car, DeLorean DMC-12 aus Zurück in die Zukunft, Ferrari, Lamborghini und Opel Manta aus Manta-1-Film |
| Verkehrshaus der Schweiz                              | Luzern                | Technikmuseum mit Autos                                                 | 65                       | 2018  | Ajax 1908, Bentley Mk. VI 1951, Berna Vis-à-Vis 1902, Croco 1980, Dufaux Rennwagen 1905, Pic-Pic 1919, Quadriette 1898, Rapid Roadster 1946 und SLM Dampfdreirad 1887 |
| Fahrzeug-Museum Bäretswil                             | Bäretswil             | Autos, Motorräder, Fahrräder, Traktoren, Kutschen, Fluggeräte, Panzer   | 64                       | 2012  | Adler Trumpf Junior 1938, Auburn 1929, BMW 600 1959, Citroën M 35 1970, Clénet 1979, Delaugère & Clayette 1925, Durant 1928, Fiberfab FT Bonito 1966, Fram-King 1962, La Nef, Marmon 1927, Minelli TF 1800, Monet et Goyon, Studebaker Champion 1950, Trojan 200, Turicum 1907 und Vespa 400 1959 |
| Oldtimer-Sammlung Walter                              | Sulgen                | Autos                                                                   | 60                       | 2012  | Amilcar Type CGS 1925, Ariès, Aston Martin DB6 1967, Darmont Morgan 1920, Hispano-Suiza H 6 1929, Hotchkiss 1926, Lässker, Lea-Francis 1929, Rochet-Schneider 1906 und Walter 1929 |
| Emil Frey Classics                                    | Safenwil              | Autos, Schwerpunkt britische und japanische Fahrzeuge                   | 51                       | 2018  | Aston Martin DBS 1971, Austin A 40 Devon 1951, Mitsubishi Celeste 1977, Rover P 6 1971, SS Jaguar 2 ½ Litre 1936, Suzuki Alto 1983, Toyota 2000 GT 1968, Vanden Plas Princess 1300 1968 und Wolseley 18/85 1969 |
| Musée de l'automobile de la Fondation Pierre Gianadda | Martigny              | Autos und Kunstsammlung                                                 | 41                       | 2010  | Brush 1907, Clément-De Dion 1898, Delaunay-Belleville 1914–1917, Germain L 1909, Jeanperrin Vis-à-Vis 1899, mehrere Martini, Maximag 1924, Pic-Pic D 2 1911 und F 2 1912, SAG 20/24 CV 1906, Sigma S.A. 1910, Stanley Dampfwagen 1902, Stella 1911, Turicum D 1910, Vermorel 1914, Voisin C 23 1932 und ZL (Zedel) C 1907–1908 |
| Fondation Hervé, Musée d'automobiles anciennes        | Aigle                 | Autos                                                                   | 36                       | 2010  | AC 16/60 HP 1935, Aston Martin 2-Litre 1950, Lancia Augusta 1933, MG 18/80 HP 1930, Talbot M 75 C 1931, Triumph Gloria 6/16 HP 1934 und mehrere Voisin |
| Oldtimermuseum Pietro Agustoni                        | Stabio                | Autos, Besichtigung nur nach Vereinbarung                               | 24                       | 2006  | Aurea 500 1925, Bianchi Tipo C 1909, Riley 12/4 1934 und Rolland-Pilain Torpedo 1918 |
| Ferrari Collection - Turning Wheel & Racing Team      | St. Gallen            | Autos der Marke Ferrari, Besichtigung nur für Gruppen nach Vereinbarung | 24                       | 2011  | Ferrari 212, 250, 250 GTO, 275, 288 GTO, 360, 365, 456, 512 BB, 550, 599 und F 40 |
| Historicum                                            | Sargans               | Autos und Motorräder, Besichtigung nur nach Vereinbarung                | 20                       | 2006  | Bianchi Tipo 20 1928, Horch 830 1933, Tatra 57 1933 und Vale 8 HP Special 1932 |
| Historisches Museum Arbon                             | Arbon                 | Historisches Museum mit einem Auto aus dem Saurer Oldtimermuseum        | 1                        | 2010  | Koch 6 CV 1898 |
| Setz Museum                                           | Dintikon              | Autos und Nutzfahrzeuge, Besichtigung nur für Gruppen nach Vereinbarung |                          |       | |
| Energy Park                                           | Laupersdorf           | Autos und Tanksäulen                                                    |                          |       | |
| Museum Le Manège                                      | Môtiers               | Autos, Besichtigung nur für Gruppen                                     |                          |       | |
| Esposizione Veicoli d'Epoca                           | Pregassona bei Lugano | Autos und Motorräder, nur im Winterhalbjahr geöffnet                    |                          |       | |
| Musée Citroën de Vincent Crescia                      | Saint-Blaise          | Autos, Schwerpunkt Citroën, Besichtigung nur nach Vereinbarung          |                          |       | |
| Swiss Toyota Museum                                   | Waltensburg           | Autos von Toyota                                                        |                          |       | |

## Ehemalige Museen
Diese Tabelle umfasst Museen und museumsähnliche Sammlungen, die in der Vergangenheit alte Personenkraftwagen ausstellten. Die Tabelle ist alphabetisch nach Name sortiert. Einträge ohne Blaulink zum Museum bedürfen eines Belegs.
| Name des Museums    | Ort      | Beschreibung                             |
| ------------------- | -------- | ---------------------------------------- |
| Château de Grandson | Grandson | Schloss, früher mit kleiner Autosammlung |